# 拉氏鏢鱸
拉氏鏢鱸為輻鰭魚綱鱸形目鱸亞目河鱸科的其中一種，分布於美國肯塔基州的Green河及Gasper河流域，體長可達6.5公分，棲息在岩石底質的溪流、水塘。